# Louise Ochsé
Louise Ochsé (geboren 13. Juni 1884 in Forest, Brüssel; gestorben August 1944 im KZ Auschwitz) war eine belgische Bildhauerin.

## Leben
Louise Esther Mayer war eine Nichte des Theatermanagers Gabriel Astruc. Sie studierte Bildhauerei bei  Constantin Meunier. Sie zog nach Paris und heiratete 1906 den Schriftsteller Julien Ochsé (1876–1936). Er widmete ihr 1911 den Gedichtband Profils d’or et de cendre. Nach seinem Tod war sie ab 1936 mit ihrem Schwager verheiratet, dem Künstler Fernand Ochsé, der mit den Komponisten Arthur Honegger, Maurice Ravel und Reynaldo Hahn befreundet war.
Sie stellte zwischen 1905 und 1914 ihre Werke in den von der Pariser Société nationale des beaux-arts veranstalteten Salons aus. In Brüssel nahm sie zwischen 1906 und 1912 an Ausstellungen der Libre Esthétique teil.
Ein bekanntes Werk ist eine Maske von Claude Debussy, die es auch in Abgussvariationen im Musée de Grenoble und im Musée d’Aquitaine in Bordeaux gibt. Eine von ihr geschaffene Büste von Maurice Ravel war 1937 in dessen Haus in Montfort-l’Amaury und steht möglicherweise heute dort im Musée Maurice Ravel. Eine Büste von Henri de Régnier befindet sich im Musée National d’Art Moderne. Ein Exemplar der Bronzemedaille Challenge de Gramont (1928) ist im Bestand des Fogg Art Museums.
Louise und Fernand Ochsé flohen vor der deutschen Judenverfolgung nach Cannes, wo sie im Juli 1944 festgenommen und in Nizza und dann im Sammellager Drancy inhaftiert wurden. Honegger konnte sie dort nicht retten, und sie wurden mit dem „Konvoy 77“ am 31. Juli 1944 in das KZ Auschwitz deportiert, wo sie umgebracht wurden.